# Avions italiens durant la Seconde Guerre mondiale
L'aviation italienne durant la Seconde Guerre mondiale, dépendait de la Regia Aeronautica mais aussi, dans une large mesure, de l'Aéronautique nationale républicaine italienne. 

## Liste des modèles d'avions utilisés et nombre d'exemplaires produits connu
Les constructeurs italiens n'ont jamais publié officiellement la liste des acquéreurs étrangers ni le nombre d'exemplaires de matériels militaires vendus ou livrés à ses armées. Les quantités sont donc à prendre à minima.

### Avions de chasse

#### Constructeurs italiens
Ambrosini
- Ambrosini S.A.I.207

Caproni-Vizzola
- Caproni-Vizzola F.4 (prototype)
- Caproni-Vizzola F.5
- Caproni-Vizzola F.6 (prototype)

Fiat Aviazione
- Fiat CR.30 (176), transformés ensuite en avion d'entrainement
- Fiat CR.32 Freccia (1 309), fabriqué aussi en Espagne sous licence
- Fiat CR.42 Falco (1 784), 142 exemplaires ont été immatriculés en 1940 par la Luftwaffe pour les missions nocturnes
- Fiat G.50 Freccia (1 237)
- Fiat G.55/56 Centauro (603)

IMAM
- IMAM Ro.57 (201)
- IMAM Ro.58 (1 prototype)

Aeronautica Macchi
- Macchi M.C.200 Saetta (1 153)
- Macchi M.C.202 Folgore (1 200)
- Macchi M.C.205 Veltro (312)

Reggiane
- Reggiane Re.2000 Falco I (170), 60 appareils immatriculés en Suède et 70 en Hongrie en 1940
- Reggiane Re.2001 Falco II (252)
- Reggiane Re.2002 Ariete (249)
- Reggiane Re.2004 (prototype)
- Reggiane Re.2005 Sagittario (48)
- Reggiane Re.2006 (3 prototypes)
- Reggiane Re.2007 (prototype), modèle destiné à la Luftwaffe resté sans suites à cause du défaut de livraisons des moteurs allemands Junkers Jumo 004

Savoia-Marchetti
- Savoia-Marchetti SM.88 (prototype)
- Savoia-Marchetti SM.91 (2 prototypes)
- Savoia-Marchetti SM.92 (1), pour la Luftwaffe

#### Avions importés
- Dornier Do 217J (Allemagne)
- Messerschmitt Bf 109 (Allemagne)
- Messerschmitt Bf 110 (Allemagne)

#### Avions capturés
- Dewoitine D.520 (France), 60 appareils utilisés
- Hawker Hurricane (Grande-Bretagne), utilisés de façon très sporadique
- Potez 630 (France), utilisés principalement pour l'entrainement des pilotes
- Lockheed P-38 Lightning (États-Unis), capturés avec des bombardiers américains B-17 lancés en 1943 sur Rome

### Bombardiers

#### Constructeurs italiens
Breda
- Breda Ba.65 Nibbio (219)
- Breda Ba.88 Lince (148)

CRDA
- CANT Z.1007 Alcione (564)
- CANT Z.1018 Leone

Caproni
- Caproni Ca.120
- Caproni Ca.122
- Caproni Ca.124
- Caproni Ca.132
- Caproni Ca.133 (525)
- Caproni Ca.135 (150)
- Caproni Ca.309 Ghibli (243)
- Caproni Ca.313 (215), 1 000 exemplaires pour la Luftwaffe
- Caproni Ca.335, aussi fabriqué sous licence par le constructeur belge SABCA

Fiat Aviazione
- Fiat BR.20 Cicogna (500)

IMAM
- IMAM Ro.37 (618)

Piaggio Aero
- Piaggio P.108 Bombardier (163)

Savoia Marchetti
- Savoia-Marchetti SM.79 Sparviero (Épervier) (1 370)
- Savoia-Marchetti SM.81 Pipistrello (Chauve-souris) (584)
- Savoia-Marchetti SM.82 Marsupiale (Marsupiau) (400), avion à très forte capacité de charge
- Savoia-Marchetti SM.84 (309)
- Savoia-Marchetti SM.88

#### Bombardiers importés
- Junkers Ju 88 (Allemagne)

#### Avions capturés
- Consolidated B-24 Liberator (États-Unis), un avion capturé et transféré en Allemagne l'été 1943 sous l'identification civile I-RAIN
- Lioré et Olivier LeO 451 (France), utilisés principalement pour l'entrainement des pilotes
- Breguet Br.693 (France), utilisés principalement pour la formation et des missions de reconnaissance

### Bombardiers en piqué

#### Constructeurs italiens
Breda
- Breda Ba.65 Nibbio (201)
- Breda Ba.88 Lince (149)

Savoia-Marchetti
- Savoia-Marchetti SM.85 (33)
- Savoia-Marchetti SM.86 (prototype)
- Savoia-Marchetti SM.93 (1), pour la Luftwaffe

#### Avions importés
- Junkers Ju 87 Picchiatello (Allemagne)

### Avions d'attaque au sol

#### Constructeurs italiens
Breda
- Breda Ba.64 (44)
- Breda Ba.65 Nibbio (201)
- Breda Ba.88 Lince (149)

Caproni
- Caproni A.P.1 (Caproni Ca.301 bzw. Caproni-Bergamaschi A.P.1) (57)

Reggiane
- Reggiane Re.2002 Ariete (225)

Savoia-Marchetti
- Savoia-Marchetti SM.85 (36)
- Savoia-Marchetti SM.89
- Savoia-Marchetti SM.92 (prototype)

#### Avions importés
- Junkers Ju 87 Stuka Picchiatello (Allemagne), utilisé aussi comme avion d'attaque au sol

### Avions de reconnaissance

#### Constructeurs italiens
Breda
- Breda Ba.88 Lince (148)

Caproni
- Caproni Ca.309 Ghibli (243)
- Caproni Ca.111 (154)

IMAM
- IMAM Ro.43 (202)

Reggiane
- Reggiane Re.2003 (2 prototypes)

#### Avions importés
- Fieseler Fi 156 Storch Cicogna

### Avions de transport

#### Constructeurs italiens
Caproni
- Caproni Ca.111 (154)
- Caproni Ca.133 Caprona (400)
- Caproni Ca.148 (116)
- Caproni Ca.310 Libeccio (256)
- Caproni Ca.311 Libeccio (284)
- Caproni Ca.312 (41), 24 exemplaires pour l'armée belge
- Caproni Ca.314 (425), 74 exemplaires Ca.314S achetés par la Luftwaffe

Fiat Aviazione
- Fiat G.12 (104)

Piaggio Aero
- Piaggio P.108C (1 prototype)
- Piaggio P.108T (10)

Reggiane
- Reggiane Ca.8000 (prototype)

Savoia-Marchetti
- Savoia-Marchetti SM.73 (49)
- Savoia-Marchetti SM.74 (3)
- Savoia-Marchetti SM.75 (94)
- Savoia-Marchetti SM.82 Marsupiale (Marsupiau) (727), avion à très forte capacité de transport
- Savoia-Marchetti SM.83 (23)
- Savoia-Marchetti SM.84
- Savoia-Marchetti SM.85
- Savoia-Marchetti SM.90 (prototype)
- Savoia-Marchetti SM.95 (23), avion quadrimoteur transcontinental

#### Avions de ligneAla Littoria
- Fiat G.18 (6)
- Savoia-Marchetti SM.74 (3)
- Savoia-Marchetti SM.91 (3)

#### Avions importés
- Junkers Ju 52/3m (Allemagne), ancien avion civil d'Ala Littoria

### Planeurs

#### Constructeurs italiens
Aeronautica Lombarda
- Aeronautica Lombarda AL.12P (2 prototypes)

Caproni
- Caproni TM-2

#### Planeurs importés
- DFS 230 (Allemagne)

### Avion école et de liaison

#### Constructeurs italiens
A.V.I.A.
- Avia FL.3
- Avia FL.4

Breda
- Breda Ba.25 (766)

Caproni
- Caproni A.P.1  (Caproni Ca.301 - Caproni-Bergamaschi A.P.1), 4 appareils convertis en 1938 en avions de combat
- Caproni Ca.309 Ghibli (243)

IMAM
- IMAM Ro.41 (745)
- IMAM Ro.63 (Fieseler Fi 156)

Nardi
- Nardi FN.305 (500)
- Nardi FN.315/316 (80)

Saiman
- Saiman 200 (146)
- Saiman 202 (392)

#### Avions importés
- Fieseler Fi 156 Cicogna

### Avions de la Marine

#### Hydravions
Caproni
- Caproni Ca.316 (14)

CRDA
- CRDA Cant Z.501 Gabbiano (455)
- CRDA Cant Z.506 Airone (314)
- CRDA Cant Z.511 Idrogigante (Hydravion géant) (2 prototypes), le plus gros hydravion jamais construit au monde jusqu'à ce jour.
- CRDA Cant Z.515 (16)

Fiat Aviazione
- Fiat RS.14

IMAM
- IMAM Ro.44 (35)

Savoia-Marchetti
- Savoia-Marchetti S.59

### Avions d'essai et prototypes

#### Constructeurs italiens
Aeronautica Umbra S.A.
- Aeronautica Umbra AUT.18 (1 prototype)

Ambrosini
- Ambrosini S.A.I.403 Dardo

Breda
- Breda BZ.303 Leone II

C.A.N.S.A.
- C.A.N.S.A. FC.20bis (ou Fiat-Cansa FC.20bis) (12)

Caproni
- Caproni-Vizzola F.6M (1 prototype)
- Caproni-Vizzola F.6Z (1 prototype)
- Caproni Ca.183 bis
- Caproni Ca.331 Raffica (Raffale)
- Caproni-Bergamaschi Ca.380 Corsaro (Corsaire)

IMAM
- IMAM Ro.58 (1 prototype), dérivé du Ro.57 avec moteur V12.

Piaggio Aero
- Piaggio P.119 (1 prototype)

Savoia Marchetti
- Savoia-Marchetti SM.91 (2 prototypes), entre le 12 mars et mi septembre 1943, l'avion volera 27 heures et 25 min. Le 12 octobre 1943, il est réquisitionné par la Luftwaffe. Un pilote allemand le pilotera jusqu'en Allemagne où personne n'a su quel sort lui avait été réservé.
- Savoia-Marchetti SM.92 (1 prototype)

Trojani
- Trojani TR-18

#### Bombardiers
Breda
- Breda BZ.301 Leone III

Caproni
- Caproni Ca.335, en Belgique : SABCA S-47

Piaggio Aero
- Piaggio P.111

Reggiane
- Reggiane Ca. 405C Procellaria

#### Bombardiers en piqué
Breda
- Breda Ba.88M (3 prototypes)
- Breda Ba.201 (2 prototypes), conçu pour remplacer le Junkers Ju 87

Caproni
- Caproni-Begamaschi Ca.355 Tuffo (1 prototype), dérivé du Fiat CR.32

C.A.N.S.A.
- C.A.N.S.A. FC.12 (Fiat-Cansa FC.12), avion d'entraînement adapté pour être utilisé comme bombardier en piqué

Savoia-Marchetti
- Savoia-Marchetti SM.85 (33)
- Savoia-Marchetti SM.86 (1 prototype), évolution du SM.85 - Une commande de 97 appareils a été annulée à la suite de la fin du conflit
- Savoia-Marchetti SM.93 (1 prototype)

#### Avions de liaison
AV.I.S.
- AV.I.S. C.4

Caproni
- Caproni GDL (prototype inachevé

#### Hydravions
CRDA
- CRDA Cant Z.516